# Richard Thompson (atleta)
Richard "Torpedo" Thompson (7 de junio de 1985) es un velocista de Cascade, Trinidad y Tobago, que se especializa en los 100 metros. Es el noveno mejor corredor de 100 metros de todos los tiempos y el poseedor del récord de Trinidad y Tobago con una mejor marca personal de 9.82 segundos. De vez en cuando corre los 200 metros y cuenta con el segundo mejor tiempo de un atleta de Trinidad y Tobago; su mejor tiempo de 20,18 es 0,99 segundos más lento que el del titular del récord mundial, Usain Bolt.
Thompson estudió en la Universidad Estatal de Louisiana (LSU) y en 2008 rompió el récord de los 60 metros en interiores en la National Collegiate Athletic Association (NCAA), su última temporada de atletismo colegial.